# Пинца, Эцио
Э́цио Форту́нио Пи́нца (итал. Ezio Fortunio Pinza; 18 мая 1892, Рим, Италия — 9 мая 1957, Стемфорд, США) — итальянский оперный певец (бас), которого называют первым басом Италии XX столетия.

## Биография
Учился в Болонской консерватории. Несмотря на музыкальное образование, Пинца так и не научился читать музыку; всю свою музыку он выучил на слух. Он слушал свою партию, сыгранную на фортепиано, а затем точно её пел. Пинца стал преемником великих итальянских басистов: Франческо Наварини и Витторио Аримонди. В молодости Пинца был приверженцем велосипедных гонок. В 1914 году был призван в армию и участвовал в военных действиях на всём протяжении Первой мировой войны. С 1919 года — в труппе Римской оперы, затем в оперном театре Турина. В 1922 году переходит в «Ла Скала». С 1925 по 1948 год — солист «Метрополитен Опера».
В мае 1948 года покидает оперную сцену, при этом появляется в опереттах и в кино, продолжает концертную деятельность, но в 1956 году из-за болезни сердца совсем прекращает выступать.
Работал с такими дирижёрами, как Артуро Тосканини, Бруно Вальтер и Туллио Серафин.

## Творчество
Дебют Пинцы в Метрополитен-опера состоялся в ноябре 1926 года в опере Спонтини «Весталь» со знаменитым американским сопрано Розой Понсель в главной роли.
Эцио Пинца отличался весьма разнообразным репертуаром, в котором были оперы Вагнера, Моцарта, Верди, Беллини, Россини и многих других композиторов.
Среди ролей Пинца обычно особо выделяют партию Дон Жуана в опере Моцарта и партию Пимена в «Борисе Годунове» Мусоргского, исполнявшиеся им в «Метрополитен-пера».
По некоторым сведениям, на репетиции с участием Эцио Пинца дирижёр Артуро Тосканини сказал: «Наконец-то мы нашли певца, который может петь!» Критика 1920-30-х гг. называла певца «молодым Шаляпиным», но и сам Ф. И. Шаляпин, исполнявший на одной сцене с Пинца Бориса Годунова, высоко оценивал созданный им образ. В фильме 1953 года «Сегодня мы поём» исполнил роль Фёдора Шаляпина.

## Награды и премии
Именем Эцио Пинца названа премия в области оперного искусства, среди лауреатов которой — Ферруччо Фурланетто.

## Дискография
- 1936 — «Самсон и Далила», дирижёр Морис де Абраванель (Верховный жрец Дагона)
- 1936 — «Кармен», дирижёр Луис Хассельманс (Эскамильо)
- 1937 — «Дон Жуан», дирижёр Бруно Вальтер (Дон Жуан)
- 1937 — «Лючия ди Ламмермур», дирижёр Дженнаро Папи (Раймонд Бидебент)
- 1937 — «Норма», дирижёр Этторе Паницца (Оровезо)
- 1937 — «Свадьба Фигаро», дирижёр Бруно Вальтер (Фигаро)
- 1937 — «Аида», дирижёр Этторе Паницца (Рамфис)
- 1939 — «Симон Бокканегра», дирижёр Этторе Паницца (Якопо Фиеско-Андреа)
- 1939 — «Борис Годунов», дирижёр Этторе Паницца (Борис Годунов)
- 1940 — «Богема», дирижёр Дженнаро Папи (Коллен)
- 1940 — «Фауст», дирижёр Вильфрид Пеллетье (Мефистофель)
- 1940 — «Свадьба Фигаро», дирижёр Этторе Паницца (Фигаро)
- 1941 — «Аида», дирижёр Этторе Паницца (Рамфис)
- 1941 — «Любовь трёх королей», дирижёр — автор оперы Итало Монтемецци (Аркибальдо)
- 1941 — «Лакме», дирижёр Вильфрид Пеллетье (Нилаканта)
- 1942 — «Богема», дирижёр Чезаре Содеро (Коллен)
- 1942 — «Дон Жуан», дирижёр Бруно Вальтер (Дон Жуан)
- 1943 — «Луиза», дирижёр Томас Бичем (Отец)
- 1943 — «Фауст», дирижёр Томас Бичем (Мефистофель)
- 1943 — «Дон Жуан», дирижёр Пауль Брайзах (Дон Жуан)
- 1943 — «Севильский цирюльник», дирижёр Фернан Леже(Базилио)
- 1943 — «Сила судьбы», дирижёр Бруно Вальтер (приор)
- 1944 — «Свадьба Фигаро», дирижёр Бруно Вальтер (Фигаро)
- 1944 — «Сказки Гофмана», дирижёр Томас Бичем (Доктор Миракль, Коппелиус)
- 1944 — «Дон Жуан», дирижёр Джордж Селл (Дон Жуан)
- 1946 — «Борис Годунов», дирижёр Эмиль Купер (Борис Годунов)